# Elmendorph Inn
Das Elmendorph Inn, oft auch Elmendorf Inn geschrieben, ist das älteste Bauwerk im Village of Red Hook in New York, Vereinigte Staaten. Es befindet sich an der nördlichen Seite der Kreuzung von North Broadway (U.S. Highway 9) und Cherry Street, einen Straßenblock nördlich der New York State Route 199.
Es wurde Mitte des 18. Jahrhunderts erbaut, um Reisenden auf der Albany Post Road als Rastplatz zu dienen. In den 1810er Jahren wurde es zum Versammlungsort der Townsverwaltung der Town of Red Hook und blieb es für mehrere Jahrzehnte. Es hatte eine lange Reihe von Eigentümern, die Elmendorphs waren die ersten namentlich bekannten Besitzer des Hauses, das in den 1830er Jahren erweitert und erneuert wurde und schließlich zu einem Wohnhaus wurde. Nach der letzten Renovierung wurde es zum Gemeindezentrum. Am 20. September 1978 wurde das Bauwerk in das National Register of Historic Places eingetragen.

## Bauwerk
Das Bauwerk ist ein zweistöckiges, neun Joche umfassendes Bauwerk in Holzständerbauweise mit verschindelten Außenwänden und einem modifizierten Gambreldach, auf dem vier Kamine aus Backsteinen sitzen. Auf der Rückseite befindet sich ein Anbau. Der Standort des Hauses liegt nur zwei Gebäude nördlich des ebenfalls in das National Register eingetragenen Village Diners.
Die Innenausstattung stammt weitgehend aus dem frühen 19. Jahrhundert, etwa die hölzernen Türen, die verputzten Holzwände, die Treppengeländer und die freiliegenden Deckenbalken. Die zentrale Halle hat eine runde Wand, um die Treppe aufzunehmen. Es sind Spuren erkennbar, die von Erweiterung zeugen, etwa zugemauerte offene Kamine.

## Geschichte
Die Aufzeichnungen über Eigentümer und Erweiterungen im Red Hook des 18. Jahrhunderts sind spärlich, da die meisten Grundstücke im Dorf einem Henry Beekman gehörten und von diesem verpachtet wurden. Die Bewohner des Dorfes entschlossen sich erst 1894 zur Inkorporation als Village, nachdem ein Brand viele ältere Gebäude des Ortes zerstört hatte – wodurch historische Forschungen weiter erschwert werden. Das Baudatum des Inns in der Mitte des 19. Jahrhunderts wird aufgrund seiner Architektur angenommen und weil für die umliegenden Anwesen eine erstmalige Verpachtung in dieser Periode nachgewiesen werden kann.
Den größten Teil des 18. Jahrhunderts bestand Red Hook aus nur wenigen Häusern und diente den Reisenden auf der Albany Post Road (dem heutigen U.S. Highway 9) als Rastpunkt. 1785 wurde das Gasthaus zur regulären Haltestelle der Kutschenverbindung zwischen New York City und Albany. Der Name Elmendoprph’s Inn taucht erstmals auf einer Karte von 1797 auf, 1811 war es als Loop’s Hotel bekannt; der damalige Eigentümer Jacob Loop ist der erste beurkundete Eigentümer des damals 12,5 Acre (rund fünf Hektar großen Anwesens.
Der Red Hook Town Board kam das erste Mal 1815 in dem Gasthaus zusammen; diesem Treffen folgten viele protokollierte Zusammenkünfte an dieser Stelle. Auch die erste Dutchess County Fair fand auf dem Gelände des Gasthauses statt. Als Loop 1819 starb, kaufte ein George Ring das Anwesen. Er eröffnete 1819 auch einen Laden, war aber offensichtlich nicht erfolgreich, da Grundstück und Gebäude durch den Sheriff 1825 zwangsversteigert wurden. Der Käufer übereignete es noch am Tage der Auktion an Peter DeReimer, der es 1827 an einen Jacobus Eckhart verkaufte.
Irgendwann in den 1830er Jahren wurde das Gasthaus an den beiden Enden im Norden und Süden auf seine heutige Größe erweitert. Das ursprüngliche Gambreldach wurde neugedeckt und erhielt sein heutiges Aussehen, das mehr an ein Satteldach erinnert. Im Inneren wurde das Haus damals im Federal Style neu ausgestattet; viele dieser Verbesserungen sind erhalten.
Der nächste Eigentümer David Wagner wohnte schon eine Weile hier, bevor er das Gasthaus 1835 kaufte. Die Versammlungen der Townverwaltung fanden noch bis 1842 hier statt. Drei Jahre später stellte Wager einen Teil des Geländes dem ortsansässigen epikopalen Methodisten zur Nutzung als Friedhof zur Verfügung. Kurz vor seinem Tod verkaufte er das Anwesen an Augustus Martin, einem Abgeordneten in der New York State Assembly und Stadtdirektors.
Es war die Familie Martins, welche die kommerzielle Nutzung des Gebäudes beendete und es in ein Zweifamilienhaus umbaute. Edward Martin eröffnete darin eine Schule, die zumindest in den 1890er Jahren auch einen Kindergarten umfasste. Das Haus blieb bis 1933 im Eigentum der Familie. Damm wurde die Parzelle geteilt, sodass heute das Grundstück nur noch eine Fläche von rund 20 Ar hat. Heizung und Installationen wurden während des 20. Jahrhunderts eingebaut.
Das Haus verfiel langsam und war 1977 vom Abbruch bedroht, als es eine Bürgergruppe mit dem Namen Friends of Elmendorph kaufte und während der nächsten 12 Jahre renovierte. Eine Veranda an der Vorderseite des Hauses, die bei der Eintragung in das National Register noch bestand, wurde später entfernt, ebenso wie ein Teil der Schindelverkleidung, um die originale Verschindelung sichtbar zu machen.